# Crimson Peak

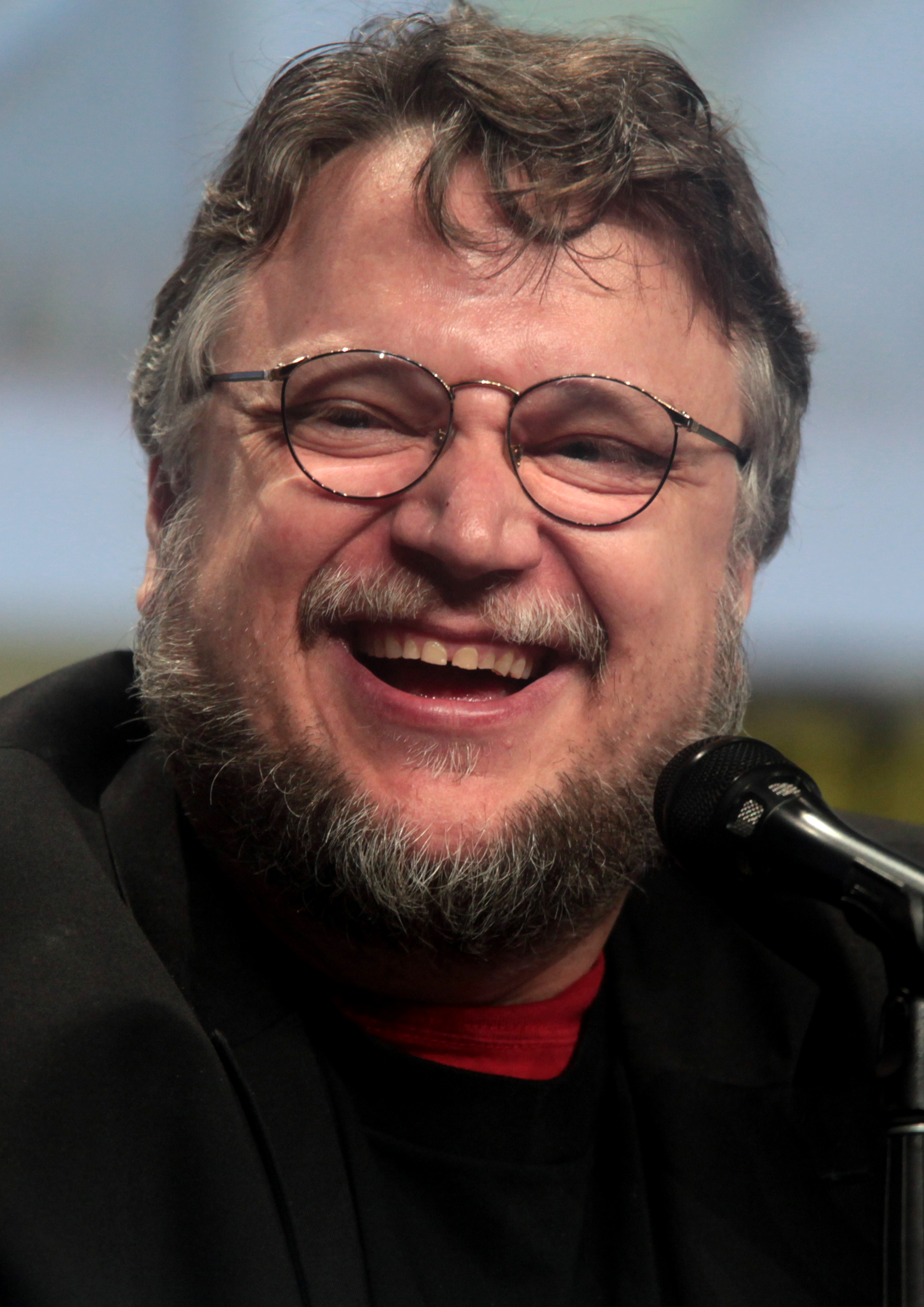
Guillermo del Toro bei der Vorstellung seines Filmprojekts auf der San Diego Comic-Con 2014

Crimson Peak ist ein US-amerikanischer Mystery-Horror-Film mit romantischen Elementen des Regisseurs Guillermo del Toro aus dem Jahr 2015. Er entstand nach einem Drehbuch von del Toro und Matthew Robbins. Der mehrfach preisgekrönte Film der Universal Studios feierte am 25. September 2015 beim Fantastic Fest in Austin, Texas seine Premiere und kam am 15. Oktober 2015 in die deutschen Kinos.

## Handlung
Die junge Edith Cushing kann den Tod ihrer Mutter lange nicht überwinden, besonders weil sie als Kind von deren Geist heimgesucht wurde, der ihr sagte, sie solle sich, wenn die Zeit gekommen sei, vor Crimson Peak hüten. Fortan glaubt sie an Geister und betätigt sich als Autorin von Gruselgeschichten. Edith ist gebildet und begabt, wird allerdings als Schriftstellerin in der Männerwelt um 1900 argwöhnisch beäugt. Sie lebt mit ihrem Vater Carter Cushing, einem Bauunternehmer, in Buffalo. Als eines Tages dort der schottische Adelige Thomas Sharpe auftaucht, der knapp bei Kasse ist, wickelt er die junge Frau mit seiner charmanten Art um den Finger. Ihr Vater ist zwar misstrauisch, doch Edith ist Hals über Kopf in den geheimnisvollen Mann verliebt. Nach dem fragwürdigen Tod des Vaters flüchtet sich Edith in die Arme ihrer neuen Liebe und heiratet Thomas.
Die beiden ziehen in ein heruntergekommenes Schloss namens Allerdale Hall in den Highlands Nordenglands, das der Stammsitz seiner Familie ist. Hier lebt auch Thomas’ Schwester Lucille. Thomas arbeitet Tag und Nacht an seiner neuesten Erfindung. Edith fühlt sich bald einsam und verlassen in ihrem neuen Leben und in dem kalten Haus. Allerdale Hall entpuppt sich für Edith als Albtraum. Da das Herrenhaus auf einem Tonvorkommen erbaut wurde, und dadurch immer weiter einsinkt, quillt zeitweise eine rote Masse aus den Wänden des Hauses, weswegen das Haus zu bluten und atmen scheint. Nachts kehren die Geister der Vergangenheit in das Haus zurück, die Edith allerdings nicht ängstigen, sondern schützen wollen. Eines Nachts wird ihr von einer Stimme geraten, das Haus zu verlassen, da dort eine tödliche Bedrohung herrsche. Bald erfährt Edith auch, dass das Haus von Ortsansässigen „Crimson Peak“ (englisch für „purpurroter Gipfel“) genannt wird.
Im Laufe des Films findet Edith heraus, dass Lucille und Thomas in Kindertagen ihre Mutter umgebracht haben und dass Thomas vor ihr außerdem bereits dreimal verheiratet war. Die Frauen hatte er nur geheiratet, um mit deren Geld seine wahnwitzigen Erfindungen zu finanzieren. Sobald ihre Vermögen aufgebraucht waren, kamen alle drei auf mysteriöse Weise ums Leben. Durch die Aufzeichnungen einer der Frauen erfährt Edith schließlich, dass dies durch von Lucille vergifteten Tee passiert ist. Daraufhin startet sie einen Fluchtversuch, der allerdings misslingt und von dem an sie kaum noch laufen kann.
Eines Nachts beobachtet Edith ihren Mann Thomas beim Inzest mit seiner Schwester Lucille und wird daraufhin von dieser aus dem ersten Stock in die Eingangshalle geworfen. Dabei wird sie schwer verletzt. Ein überraschend eintreffender Jugendfreund Ediths, Dr. Alan McMichael, rettet ihr das Leben. Er hatte den Verdacht gehabt, dass Edith angegriffen werden könnte, und kommt, um sie zu retten. Als er mit Edith fliehen will, wird er auf Lucilles Befehl hin von Thomas niedergestochen. Während Thomas Alan im Keller töten soll, will Lucille Edith dazu zwingen, den Rest ihres Vermögens aus den Vereinigten Staaten auf das Sharpe-Konto überweisen zu lassen. Thomas wendet sich aber aus Liebe zu Edith gegen seine Schwester, die ihn tötet und daraufhin auf Edith losgeht. Edith kann Lucille jedoch mithilfe von Thomas’ Geist überwältigen und mit dem verletzten Alan aus Crimson Peak entkommen.

## Hintergrund
Auch wenn der Film wegen einer ähnlichen Grundkonstellation der Personen immer wieder mit Der Untergang des Hauses Usher verglichen wird, ist eine schlichte Einordnung in das Genre Horrorfilm nicht möglich. Guillermo del Toro sagte kurz vor der Veröffentlichung, Crimson Peak sei kein Horrorfilm, sondern eine Gothic Romance, die gruselig, spannend und voller Gefühl sein soll. Allerdings hatte sich im Vorfeld das Gerücht verbreitet, es handele sich bei Crimson Peak um einen Horror- bzw. Gruselfilm. Der häufig von den Kritikern beschriebenen Schwierigkeit, das Genre des Films zu bestimmen, entgegnete Tom Hiddleston, Crimson Peak sei „eine sehr leidenschaftliche Liebesgeschichte, die von fantastischen Elementen unterstützt und ergänzt wird.“ Es handelt sich bei Crimson Peak um den ersten Film des Mystery-Horror-Genres nach Pans Labyrinth, bei dem Guillermo del Toro Regie führte.

## Produktion

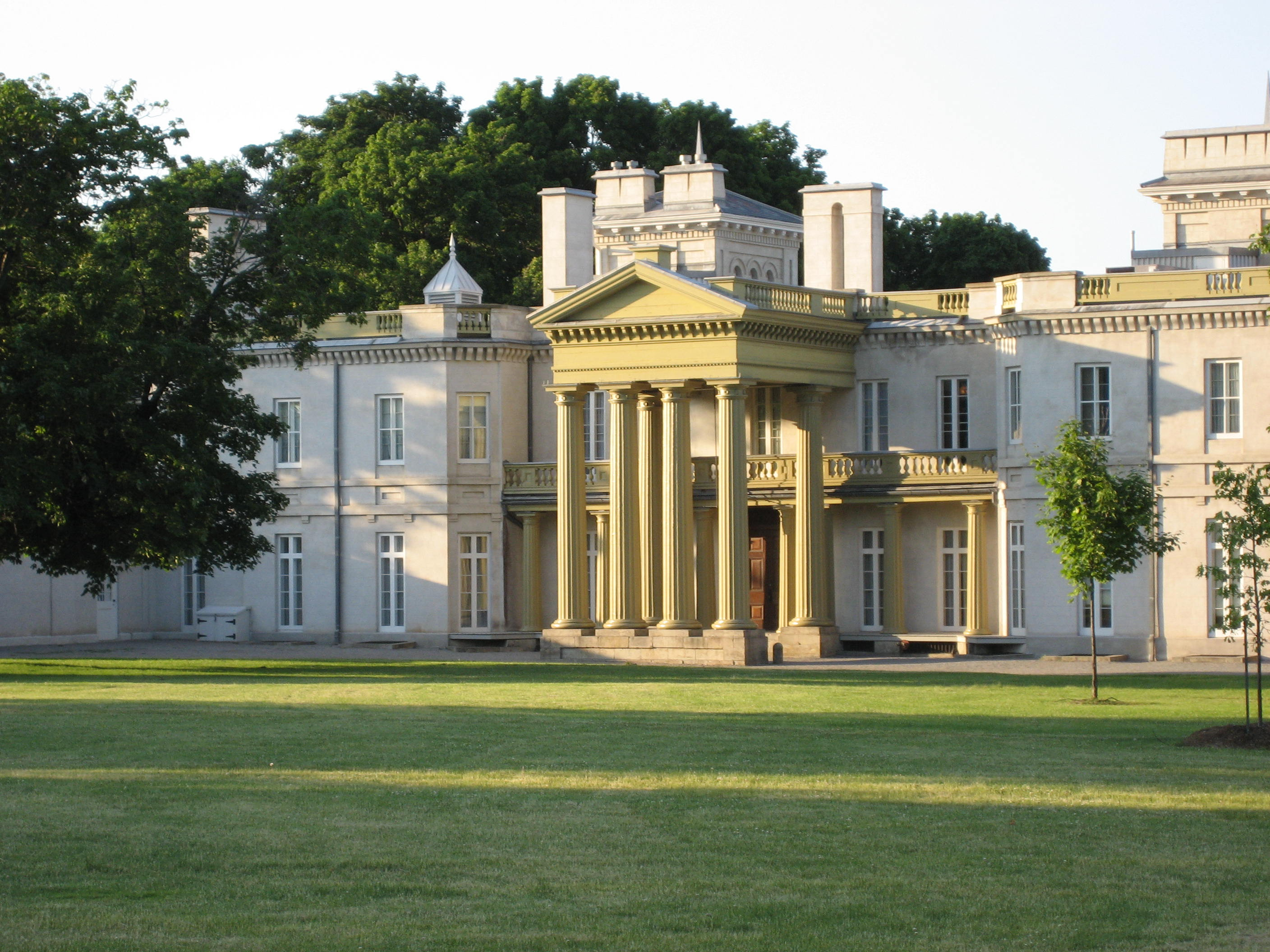
Einer der Drehorte: Dundurn Castle, Hamilton, Kanada

### Dreharbeiten
Die Dreharbeiten fanden in Kanada statt. Sie begannen am 10. Februar in den Pinewood Toronto Studios und wurden am 14. Mai 2014 beendet. Teile der Dreharbeiten fanden ab 28. April 2014 in der Queen Street West in Hamilton, Ontario statt.

### Besetzung
Für die Hauptrollen waren ursprünglich Benedict Cumberbatch und Emma Stone vorgesehen, beide verließen das Projekt aus unbekannten Gründen. Tom Hiddleston stieß nur 72 Stunden nach Cumberbatchs Ausstieg zum Cast, allerdings nur mit dessen Einverständnis, da die beiden eng befreundet sind.

### Produktionskosten
Die Produktions- und Finanzierungskosten des Films betrugen 55 Millionen US-Dollar, ein Betrag, der nach Scott Mendelson von Forbes Online nicht über Schwächen hinwegtäuschen kann, die sich aus dem zu Unrecht im Vorfeld suggerierten Gruselfaktor ergeben. Er bemängelt, übernatürliche Elemente seien im Film kaum vorhanden und nur unzureichend in die Handlung eingebaut.

### Soundtrack
Der Original-Soundtrack zum Film Crimson Peak wurde im Oktober 2015 von Quartet Records veröffentlicht und enthält die Original-Filmmusik von Fernando Velázquez. Der Soundtrack umfasst 36 Tracks und hat eine Gesamtlänge von 1:14:47 h. Ein Kritiker von filmmusicreporter.com bemerkt zur Musik, diese unterstreiche sowohl die Romantik, aber auch den Terror im Film und verfüge mit Edith’s Theme, das während des Films in zahlreichen Variationen gespielt wird, über eines der stärksten Filmmusikstücke des Jahres 2015. Ebenso hebt er das Wiegenlied Lullaby hervor, das im Film von Jessica Chastain in der Rolle von Lady Lucille in einer Klavierversion gespielt wird. Das Stück basiert auf dem Musiktitel In The Sails Of Your Dreams und wurde von Velázquez gemeinsam mit Guillermo del Toro geschrieben. Es ist jedoch nicht im Original-Soundtrack enthalten.
Titelliste des Soundtracks
1. Edith’s Theme – 1:56
2. My Mother’s Funeral – 0:50
3. Buffalo – 2:08
4. After the Ghost – 0:36
5. Soft Hands – 0:46
6. McMichael – 1:05
7. Valse sur une berceuse anglaise – 1:18
8. Ghost I – 1:41
9. I Desperately Need Your Help – 0:54
10. The Butterfly – 0:52
11. Optician – 1:26
12. Return to Your Ghost – 3:55
13. Allerdale Hall – 6:19
14. The House – 1:48
15. What Was That – 0:41
16. Lullaby Variation – 1:41
17. The Book – 0:53
18. The Attic – 1:47
19. Ghost II – 0:51
20. Crimson Peak – 0:54
21. Ghost III – 1:42
22. I Have to Get Away from Here – 1:22
23. Letter from Italy – 0:38
24. I’m Here – 3:02
25. The Machine / The Box – 1:28
26. Bubbling Up – 0:22
27. Key’s Chase – 0:57
28. You Didn’t Drink Your Tea – 0:58
29. The Gramophone – 3:04
30. You Are Awake – 1:40
31. Let Me Help You – 0:53
32. We Stay Together – 1:15
33. I Know Who You Are – 8:15
34. Lucille & Showdown – 10:46
35. Finale – 1:52
36. Credits – 4:11

## Rezeption

### Altersfreigabe
In Deutschland ist der Film FSK 16. In der Freigabebegründung heißt es: „Der Film enthält neben einigen Spannungs- und Schockmomenten auch mehrere, teils deutliche Gewaltszenen. Jugendliche ab 16 Jahren sind auf Grund ihrer psychosozialen Entwicklung jedoch in der Lage, diese Gewalt in den Kontext der übernatürlichen Gruselgeschichte zu stellen und eine entsprechende Distanz zu wahren. Auch der historische Spielort erleichtert ab 16-Jährigen eine emotionale Distanzierung.“

### Kritiken

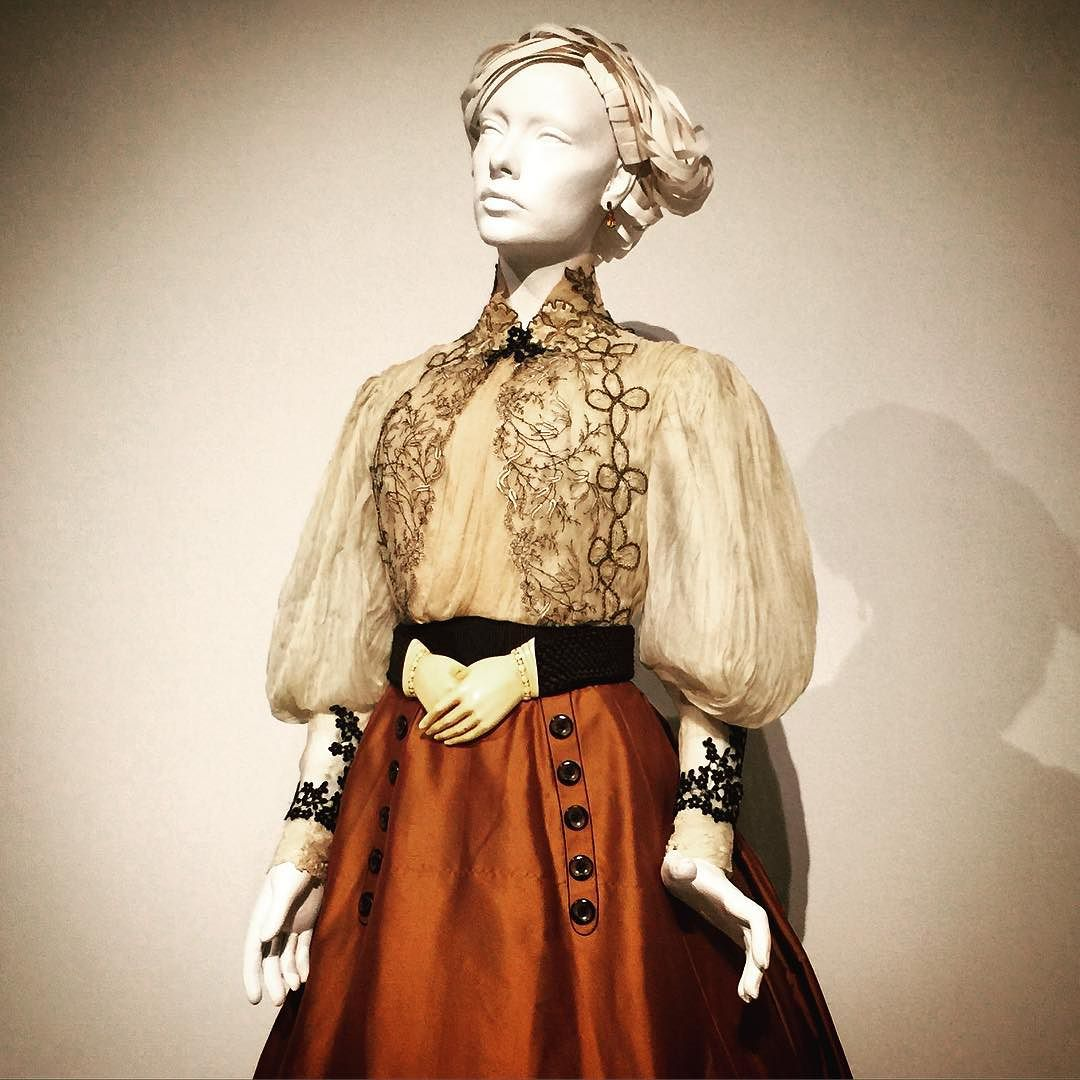
Ein Kostüm aus dem Film, ausgestellt im Rahmen der 24. Annual Art of Motion Picture Costume Design in Los Angeles

Von der Deutschen Film- und Medienbewertung wurde Crimson Peak mit dem Prädikat wertvoll versehen. In der Begründung heißt es: „Meisterregisseur Guillermo del Toro gelingt mit Crimson Peak ein kunstvoller Balanceakt zwischen den verschiedenen Spielarten des Horrorgenres. Von romantischem Gothic-Grusel über geschickt inszenierte Schockmomente bis hin zu blutigen kleinen ‚Überraschungen‘ ist in diesem Film alles enthalten. […] Del Toro nennt Robert Wises The Haunting – Bis das Blut gefriert und Jack Claytons The Innocents – Schloss des Schreckens sowie Hitchcock und Kubrick als filmhistorische Vorbilder für seine Geistergeschichte, in der er die Regeln vieler Gothic-Romanzen zu variieren versucht. Dies gelingt ihm in Teilen wirklich gut, doch leider kann er sich, nach Ansicht der Jury, nicht entscheiden, in welche Richtung der Film sich entwickeln soll“.
Ein Kritiker von Focus Online hebt besonders die Filmkulisse hervor: „Optisch gehört er zu den eindrucksvollsten Horror-Streifen der vergangenen Jahre. Beinahe könnte man sagen, das Haus ist der geheime Star des Films. Bei der Handlung beschleicht einen hingegen immer wieder das Gefühl, dass eine Menge Potenzial leichtfertig verschenkt wurde. Einen so hervorragenden Cast bekommt man nicht alle Tage in einem Horror-Film zu sehen“.
Bei Rotten Tomatoes konnte der Film von 284 Kritikern 73 Prozent überzeugen; hierbei wurden insbesondere die gruselige Atmosphäre, die Regisseur Guillermo del Toro erzeugt, und dessen Talent für unvergessliche Kameraeinstellungen gelobt.

### Einspielergebnis
Der Film, der in 2983 US-Kinos startete, musste sich am ersten Wochenende nicht nur an dem ebenfalls angelaufenen kinderfreundlichen Horrorfilm Goosebumps und an Bridge of Spies messen lassen, sondern auch mit dem Blockbuster Der Marsianer – Rettet Mark Watney konkurrieren. Dennoch spielte Crimson Peak am ersten Wochenende nach dem Kinostart in Nordamerika 13,1 Millionen US-Dollar ein.

### Auszeichnungen (Auswahl)
Saturn Award 2016
Mit drei Auszeichnungen und neun Nominierungen erhielt Crimson Peak 2016, nach Star Wars: Das Erwachen der Macht, die zweitmeisten Saturn Awards.
- Auszeichnung als Bester Horrorfilm
- Auszeichnung für die Beste Ausstattung (Thomas E. Sanders)
- Auszeichnung als Beste Nebendarstellerin (Jessica Chastain)
- Nominierung für die Beste Regie (Guillermo del Toro)
- Nominierung für das Beste Drehbuch (Guillermo del Toro und Matthew Robbins)
- Nominierung für die Beste Musik (Fernando Velázquez)
- Nominierung als Beste Hauptdarstellerin (Mia Wasikowska)
- Nominierung für das Beste Kostüm (Kate Hawley)
- Nominierung für das Beste Make-up (Montse Ribé und Xavi Bastida)

Für ihre Rolle als Lucille Sharpe erhielt Jessica Chastain außerdem den Fangoria Chainsaw Award.

### Adaptionen
Im Oktober 2015 wurde von Titan Books eine von Nancy Holder geschriebene Roman-Adaption mit dem Titel Crimson Peak: The Official Movie Novelization veröffentlicht.